# Resina melamínica

Estrutura idealizada da resina melamínica

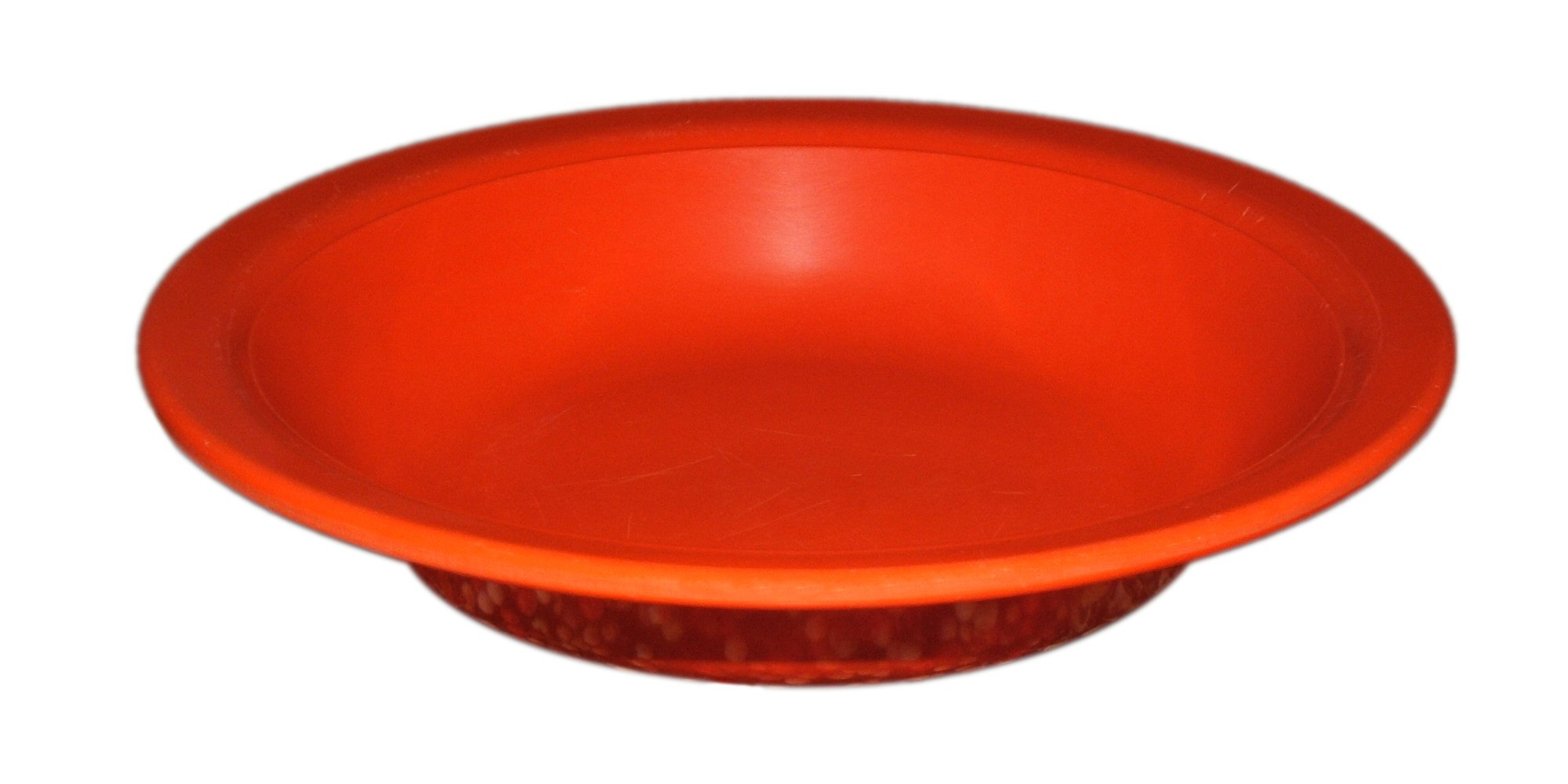
Um prato de resina melamínica

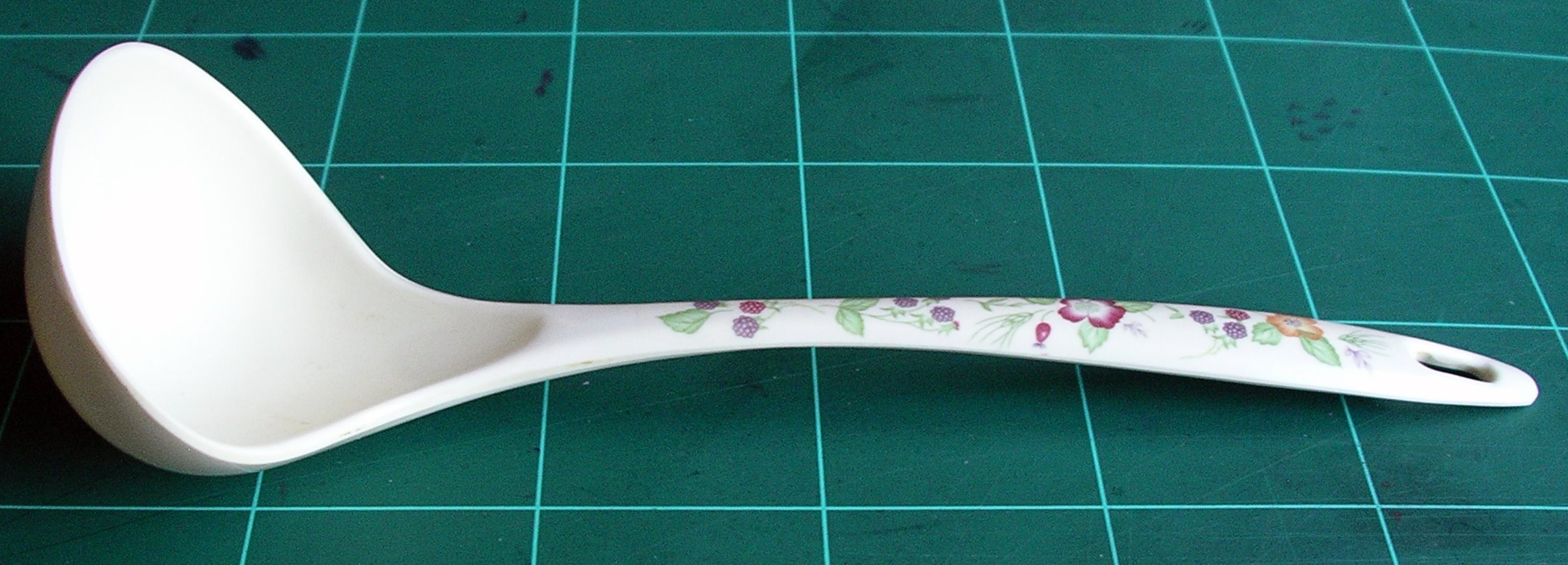
Uma concha de resina melamínica

Resina melamínica ou melamina formaldeído (também chamado de melamina) é um material plástico termorrígido e resistente, feito de melamina e formaldeído por polimerização.

## Aplicações

### Na cozinha
Resina melamínica é frequentemente usada em utensílios de cozinha e pratos. Os utensílios feitos de resina melamínica não são seguros ao microondas, já que absorvem a radiação e se aquecem. Como todos os materiais termorrígidos, a resina melamínica não pode ser derretida e, portanto, não pode ser reciclada por este processo.

### Material de construção
A resina melamínica é o principal constinuinte dos laminados de alta-pressão, como a Fórmica e o Arborite, também dos pisos laminados. Quadros de resina melamínica podem ser usados como quadros-brancos de escolas, por exemplo.